# Гринстоун (Онтарио)
Гринстоун (енгл. Greenstone) је општина у Канади у покрајини Онтарио. Према резултатима пописа 2011. у општини је живело 4.724 становника.

## Становништво
Према резултатима пописа становништва из 2011. у граду је живело 4.724 становника, што је за 3,3% мање у односу на попис из 2006. када је регистровано 4.886 житеља.
| 2006. | 2011. |
| ----- | ----- |
| 4.886 | 4.724 |